# Hans von Berlepsch
Pour les articles homonymes, voir Berlepsch.
Ne doit pas être confondu avec Hans Sittich von Berlepsch.
Le comte Hans Hermann Carl Ludwig von Berlepsch est un ornithologue allemand, né le 29 juillet 1850 et mort le 27 février 1915.

## Biographie
Berlepsch est le fils aîné du baron, à partir de 1869 le comte Karl Friedrich von Berlepsch (de) (1821-1893), seigneur du château de Berlepsch (de) et des domaines de Fahrenbach, Dohrenbach, Freudenthal, Hübenthal et Neuenrode, ainsi que membre de la Chambre des seigneurs de Prusse, et de son épouse Johanna Margarete Theodore Koch (1829-1902), fille de l'ancien ministre de l'Intérieur de l'électorat de Hesse Johann Hermann Koch (de). Il doit interrompre ses années de lycée à Münden en 1870 car il doit rejoindre le 14e régiment de hussards au début de la guerre franco-prussienne.
Berlepsch étudie la zoologie à l'université de Halle. Grâce à un confortable héritage, il peut financer les expéditions de plusieurs naturalistes en Amérique du Sud comme Jean Kalinowski (en) ou Hermann von Ihering (1850-1930). Sa collection, riche de  55 000 oiseaux, sera léguée après sa mort au muséum Senckenberg de Francfort-sur-le-Main.
Plusieurs espèces lui sont dédiées, comme :
- Colibri de Berlepsch (Acestrura berlepschi)
- Tinamou de Berlepsch (Crypturellus berlepschi)
- Synallaxe de Berlepsch (Asthenes berlepschi)
- Conure de Berlepsch (Pyrrhura berlepschi)
- Élénie de Berlepsch (Elaenia brachyptera)
- Paradisier de Berlepsch (Parotia berlepschi)
- Tyranneau de Berlepsch (Serpophaga munda)